# Atmósfera de Venus

La atmósfera de Venus es la capa de gases que rodea a Venus. 

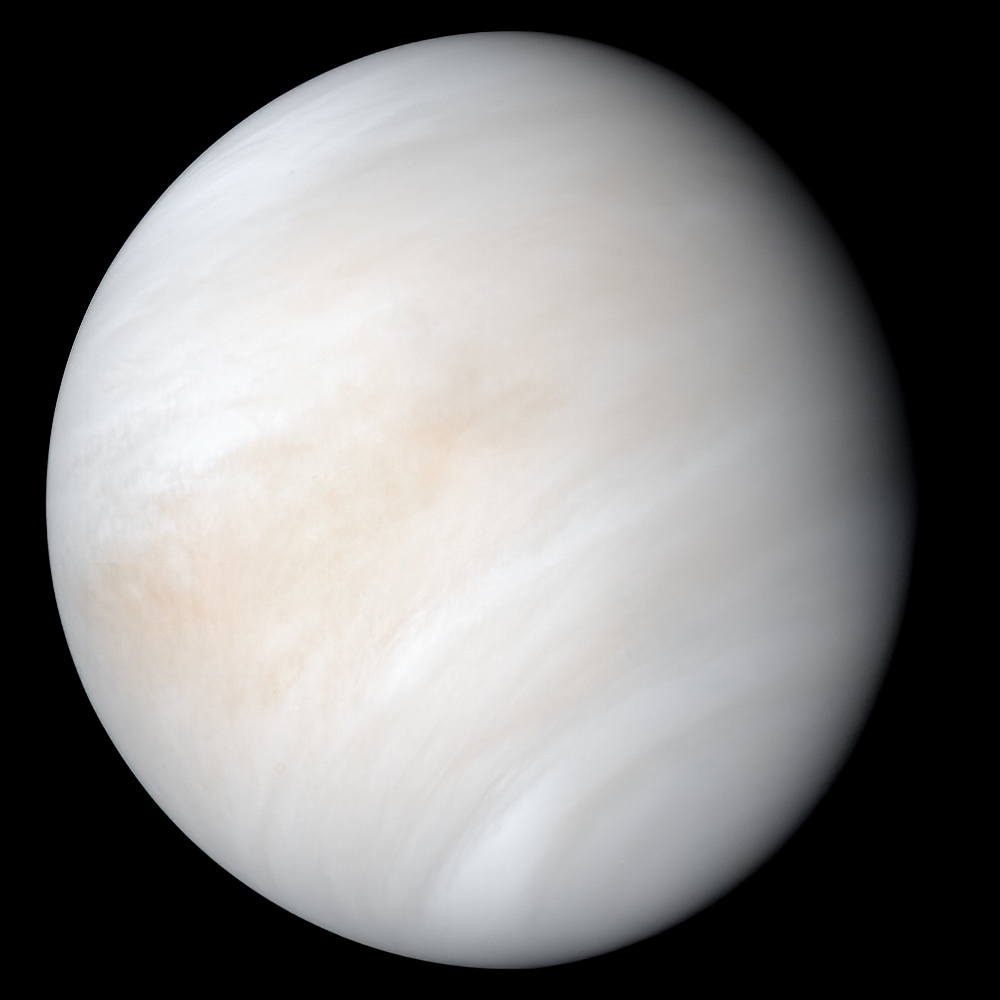
Al ser tan densa la atmósfera venusiana es opaca, lo cual no permite que se vea la superficie del planeta.

 Está compuesto principalmente de dióxido de carbono supercrítico y es mucho más denso y caliente que el de la Tierra. La temperatura en la superficie es de 740 K (467 °C, 872 °F), y la presión es de 93 bar (1350 psi), aproximadamente la presión que se encuentra a 900 m (3000 pies) bajo el agua en la Tierra. La atmósfera venusiana soporta nubes opacas de ácido sulfúrico, lo que hace imposible la observación óptica de la superficie desde la Tierra u orbitalmente. La información sobre la topografía se ha obtenido exclusivamente mediante imágenes de radar. Aparte del dióxido de carbono, el otro componente principal es el nitrógeno. Otros compuestos químicos están presentes sólo en pequeñas cantidades.
Aparte de las capas superficiales, la atmósfera está en un estado de circulación vigorosa. La capa superior de la troposfera exhibe un fenómeno de super-rotación atmosférica, en el que la atmósfera rodea el planeta en solo cuatro días terrestres, mucho más rápido que el día sideral del planeta de 243 días. Los vientos que soportan la super rotación soplan a una velocidad de 100 m/s (≈360 km/h o 220 mph) o más. Los vientos se mueven hasta 60 veces la velocidad de rotación del planeta, mientras que los vientos más rápidos de la Tierra son solo del 10% al 20% de velocidad de rotación. Por otro lado, la velocidad del viento se vuelve cada vez más lenta a medida que disminuye la elevación desde la superficie, con la brisa apenas alcanzando la velocidad de 2,8 m/s (≈10 km/h o 6,2 mph) en la superficie. Cerca de los polos hay estructuras anticiclónicas llamadas vórtices polares. Cada vórtice es de doble ojo y muestra un patrón característico de nubes en forma de S. Arriba hay una capa intermedia de mesosfera que separa la troposfera de la termosfera. La termosfera también se caracteriza por una circulación fuerte, pero muy diferente en su naturaleza: los gases calentados y parcialmente ionizados por la luz solar en el hemisferio iluminado por el sol migran al hemisferio oscuro donde se recombinan y bajan.
A diferencia de la Tierra, Venus carece de un campo magnético. Su ionosfera separa la atmósfera del espacio exterior y del viento solar. Esta capa ionizada excluye el campo magnético solar, dando a Venus un entorno magnético distinto. Esto se considera la magnetosfera inducida por Venus. Los gases más ligeros, incluido el vapor de agua, son continuamente expulsados por el viento solar a través de la cola magnética inducida. Se especula que la atmósfera de Venus hasta hace unos 4 mil millones de años era más parecida a la de la Tierra con agua líquida en la superficie. Un efecto invernadero desbocado puede haber sido causado por la evaporación del agua superficial y el consiguiente aumento de los niveles de otros gases de efecto invernadero.
A pesar de las duras condiciones en su superficie, la presión atmosférica y la temperatura entre los 50 y los 65 kilómetros de altitud son casi las mismas que las de la superficie de la Tierra, lo que hace que su atmósfera superior sea el área más parecida a la Tierra en el sistema solar, incluso más que la superficie marciana. Debido a la similitud en la presión y la temperatura y al hecho de que el aire respirable (21% de oxígeno, 78% de nitrógeno) es un gas de elevación en Venus de la misma manera que el helio es un gas de elevación en la Tierra, la atmósfera superior se ha propuesto como un lugar para la exploración y la colonización.

## Historia
Christiaan Huygens fue el primero en plantear la hipótesis de la existencia de una atmósfera en Venus. En el Libro II de Cosmotheoros, publicado en 1698, escribe:
A menudo me he preguntado que cuando he visto a Venus en su punto más cercano a la Tierra, cuando se parecía a una media luna, que apenas comenzaba a tener algo así como cuernos, a través de un telescopio de 45 o 60 pies de largo, siempre me aparecía igualmente lúcida, que no puedo decir que observé ni un punto en ella, Aunque en Júpiter y Marte, que nos parecen mucho menos, se perciben muy claramente. Porque si Venus tuviera algo así como Mar y Tierra, el primero necesariamente debe mostrar mucho más oscuro que el otro, como cualquiera puede satisfacerse, que desde una montaña muy alta [110] solo mirará hacia abajo a nuestra Tierra. Pensé que tal vez la Luz demasiado enérgica de Venus podría ser la ocasión de esta aparición igual; pero cuando usé un anteojo que estaba fumado para ese propósito, seguía siendo lo mismo. Entonces, ¿qué debe Venus no tener mar, o las aguas allí reflejan la Luz más que la nuestra, o su Tierra menos? o más bien (lo cual es lo más probable en mi opinión) ¿no es toda esa Luz que vemos reflejada desde una Atmósfera que rodea a Venus, que siendo más gruesa y sólida que la de Marte o Júpiter, nos impide ver cualquier cosa del Globo mismo, y es al mismo tiempo capaz de enviar de vuelta los Rayos que recibe del Sol?
La evidencia decisiva de la atmósfera de Venus fue proporcionada por Mijaíl Lomonósov, basada en su observación del tránsito de Venus de 1761 en un pequeño observatorio cerca de su casa en San Petersburgo, Rusia.

## Estructura y composición

### Composición

Composición de la atmósfera de Venus. El gráfico de la derecha es una vista ampliada de los oligoelementos que en conjunto ni siquiera constituyen una décima parte de un porcentaje.

La atmósfera de Venus está compuesta de 96,5% de dióxido de carbono, 3,5% de nitrógeno y trazas de otros gases, especialmente dióxido de azufre. La cantidad de nitrógeno en la atmósfera es relativamente pequeña en comparación con la cantidad de dióxido de carbono, pero debido a que la atmósfera es mucho más gruesa que la de la Tierra, su contenido total de nitrógeno es aproximadamente cuatro veces mayor que el de la Tierra, a pesar de que en la Tierra el nitrógeno constituye aproximadamente el 78% de la atmósfera.
La atmósfera contiene una gama de compuestos en pequeñas cantidades, incluyendo algunos basados en hidrógeno, como el cloruro de hidrógeno (HCl) y el fluoruro de hidrógeno (HF). También hay monóxido de carbono, vapor de agua y oxígeno atómico. El hidrógeno es relativamente escaso en la atmósfera venusiana. Se teoriza que una gran cantidad del hidrógeno del planeta se ha perdido en el espacio, y el resto está ligado principalmente a vapor de agua y ácido sulfúrico (H2SO4). La pérdida de cantidades significativas de hidrógeno se demuestra por una relación D-H muy alta medida en la atmósfera venusiana. La relación es de aproximadamente 0,015-0,025, que es 100-150 veces mayor que el valor terrestre de 1.6x10-4. Según algunas mediciones, en la atmósfera superior de Venus la relación D/H es 1,5 más alta que en la atmósfera a granel.

#### Fosfina
En 2020 hubo una discusión considerable sobre si la fosfina (PH3) podría estar presente en pequeñas cantidades de la atmósfera de Venus. Esto sería digno de mención ya que la fosfina es un biomarcador potencial que indica la presencia de vida. Esto fue provocado por un anuncio en septiembre de 2020, de que esta especie había sido detectada en pequeñas cantidades. Ninguna fuente abiótica conocida presente en Venus podría producir fosfina en las cantidades detectadas. En la revisión, se descubrió un error de interpolación que dio lugar a múltiples líneas espectroscópicas espurias, incluida la característica espectral de la fosfina. El reanálisis de los datos con el algoritmo fijo no da como resultado la detección de la fosfina o la detecta con una concentración mucho menor de 1 ppb.
El anuncio promovió el nuevo análisis de los datos de Pioneer Venus qué encontraron que parte del cloro y todas las características espectrales del sulfuro de hidrógeno están relacionadas con la fosfina, lo que significa una concentración de cloro más baja de lo que se pensaba y la no detección de sulfuro de hidrógeno. Otro nuevo análisis de las mediciones espectrales infrarrojas archivadas por la instalación del Telescopio Infrarrojo de NASA en 2015 no reveló ninguna fosfina en la atmósfera de Venus, colocando un límite superior para la concentración de fosfina en 5 ppb, una cuarta parte del valor espectroscópico reportado en septiembre.
En 2022, no se anunció ninguna detección de fosfina con límite superior de concentración de 0,8 ppb para altitudes venusianas de 75-110 km.

### Amoníaco
El amoníaco en la atmósfera de Venus fue detectado tentativamente por dos sondas atmosféricas: Venera 8 y Pioneer Venus Multiprobe, aunque la detección fue rechazada esa vez debido al comportamiento de sensores mal caracterizado en el entorno venusiano y al amoníaco que se cree que es químicamente inestable en la atmósfera oxidante de Venus.

### Troposfera

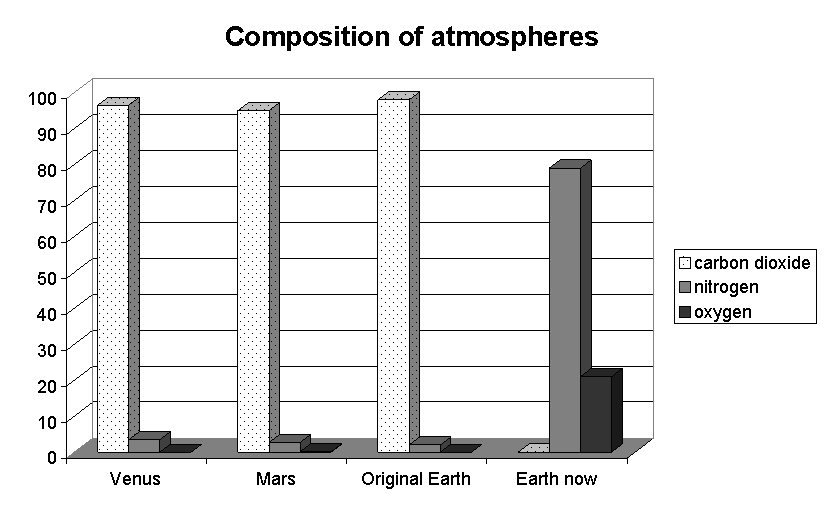
Comparación de composiciones atmosféricas: Venus, Marte, Tierra (pasado y presente).

La atmósfera se divide en una serie de secciones dependiendo de la altitud. La parte más densa de la atmósfera, la troposfera, comienza en la superficie y se extiende hacia arriba a 65 km. En la superficie similar a un horno, los vientos son lentos, pero en la parte superior de la troposfera la temperatura y la presión alcanzan niveles similares a los de la Tierra y las nubes aumentan a 100 m/s (360 km/h).

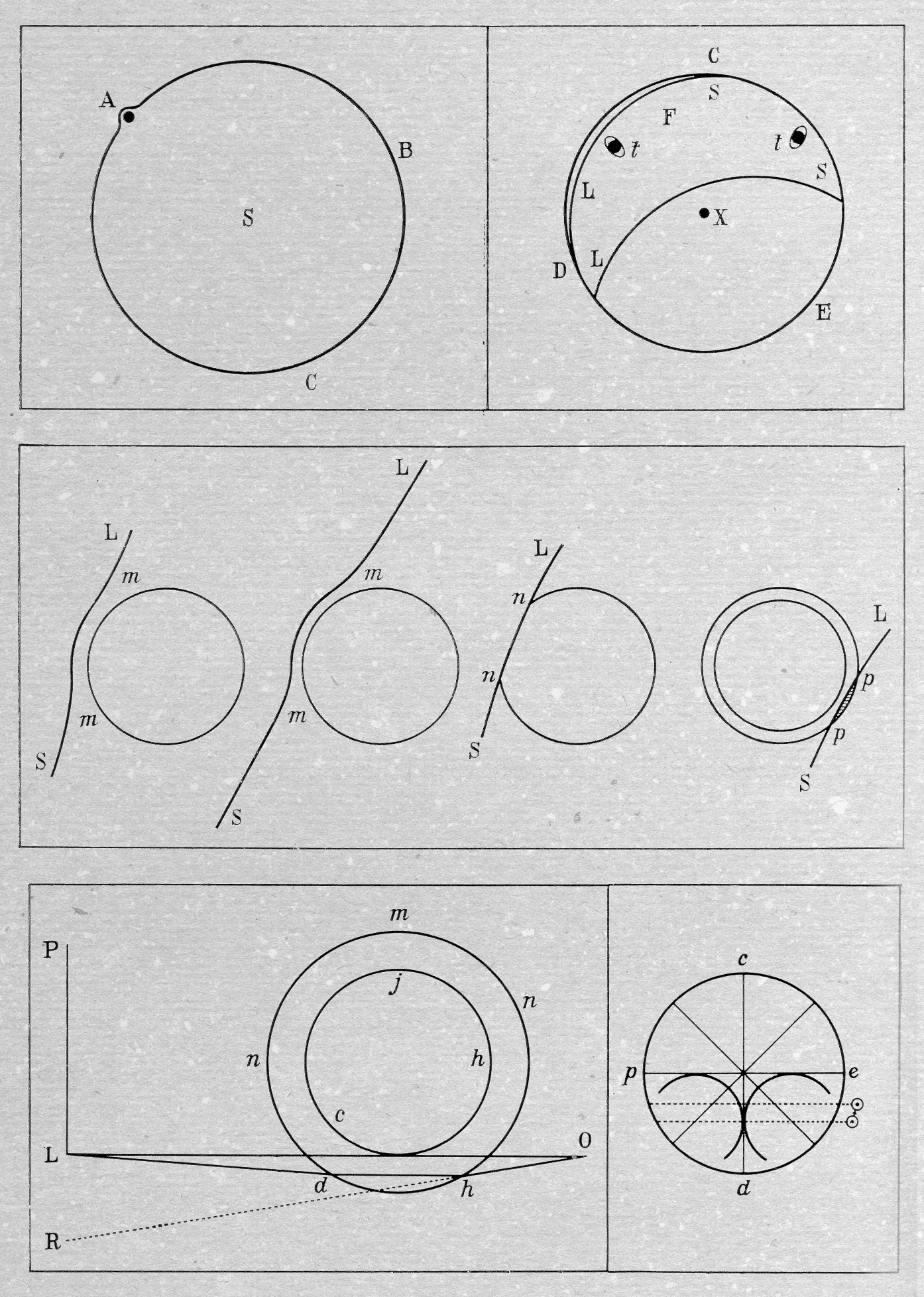
1761 dibujo de Mijaíl Lomonósov en su trabajo sobre el descubrimiento de la atmósfera de Venus

La presión atmosférica en la superficie de Venus es aproximadamente 92 veces mayor que la de la Tierra, similar a la presión que se encuentra a 900 m (3000 pies) por debajo de la superficie del océano. La atmósfera tiene una masa de 4,8×1020 kg, aproximadamente 93 veces la masa de la atmósfera total de la Tierra.[cita requerida] La densidad del aire en la superficie es de 67 kg/m3, que es el 6,5% de la del agua líquida en la Tierra. La presión encontrada en la superficie de Venus es lo suficientemente alta como para que el dióxido de carbono ya no sea técnicamente un gas, sino un fluido supercrítico. Este dióxido de carbono supercrítico forma una especie de mar que cubre toda la superficie de Venus. Este mar de dióxido de carbono supercrítico transfiere el calor de manera muy eficiente, amortiguando los cambios de temperatura entre la noche y el día (que duran 56 días terrestres).
La gran cantidad de CO2 en la atmósfera junto con el vapor de agua y el dióxido de azufre crean un fuerte efecto invernadero, atrapando la energía solar y elevando la temperatura de la superficie a alrededor de 740 K (467 °C), más caliente que cualquier otro planeta en el sistema solar, incluso el de Mercurio a pesar de estar ubicado más lejos del Sol y recibir solo el 25% de la energía solar (por unidad de área) que hace Mercurio.[cita requerida] La temperatura media en la superficie está por encima de los puntos de fusión del plomo (600 K, 327 °C), estaño (505 K, 232 °C) y zinc (693 K, 420 °C). La troposfera gruesa también hace que la diferencia de temperatura entre el lado diurno y nocturno sea pequeña, a pesar de que la lenta rotación retrógrada del planeta hace que un solo día solar dure 116,5 días terrestres. La superficie de Venus pasa 58,3 días en la oscuridad antes de que el sol salga de nuevo detrás de las nubes.
La troposfera en Venus contiene el 99% de la atmósfera en masa. El 90% de la atmósfera de Venus está a menos de 28 km de la superficie; en comparación, el 90% de la atmósfera de la Tierra está a menos de 10 km de la superficie. A una altitud de 50 km, la presión atmosférica es aproximadamente igual a la de la superficie de la Tierra. En el lado nocturno de Venus todavía se pueden encontrar nubes a 80 km sobre la superficie.
La altitud de la troposfera más similar a la Tierra está cerca de la tropopausa, el límite entre la troposfera y la mesosfera. Se encuentra ligeramente por encima de los 50 km. Según las mediciones de las sondas Magallanes y Venus Express, la altitud de 52,5 a 54 km tiene una temperatura entre 293 K (20 °C) y 310 K (37 °C), y la altitud a 49,5 km sobre la superficie es donde la presión se vuelve la misma que la de la Tierra al nivel del mar. Como las naves tripuladas enviadas a Venus podrían compensar las diferencias de temperatura hasta cierto punto, entre unos 50 y 54 km más o menos sobre la superficie sería la altitud más fácil en la que basar una exploración o colonia, donde la temperatura estaría en el rango crucial de «agua líquida» de 273 K (0 °C) a 323 K (50 °C) y la presión del aire sería la misma que en las regiones habitable de la Tierra. Como el CO2 es más pesado que el aire, el aire de la colonia (nitrógeno y oxígeno) podría mantener la estructura flotando a esa altitud como un dirigible.

#### Circulación

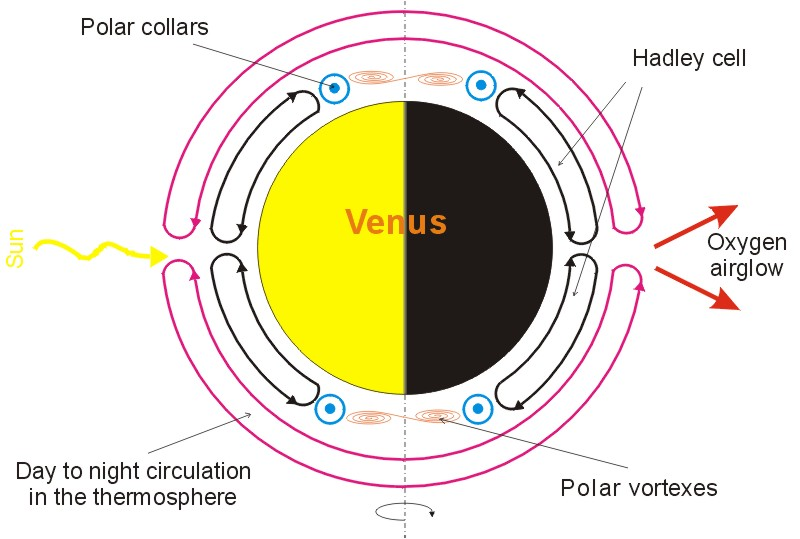
Componente meridional (norte-sur) de la circulación atmosférica en la atmósfera de Venus. Tenga en cuenta que la circulación meridional es mucho menor que la circulación zonal, que transporta calor entre los lados diurno y nocturno del planeta.

La circulación en la troposfera de Venus sigue el llamado flujo ciclostrófico. Sus velocidades del viento están determinadas aproximadamente por el equilibrio del gradiente de presión y las fuerzas centrífugas en un flujo casi puramente zonal. En contraste, la circulación en la atmósfera de la Tierra se rige por el equilibrio geostrófico. Las velocidades del viento de Venus se pueden medir directamente solo en la troposfera superior (tropopausa), entre 60 y 70 km, altitud, que corresponde a la cubierta superior de nubes. El movimiento de las nubes se observa generalmente en la parte ultravioleta del espectro, donde el contraste entre las nubes es el más alto. Las velocidades lineales del viento a este nivel son de aproximadamente 100 ± 10 m/s a una latitud inferior a 50°. Son retrógrados en el sentido de que soplan en la dirección de la rotación retrógrada del planeta. Los vientos disminuyen rápidamente hacia las latitudes más altas, llegando finalmente a cero en los polos. Tales fuertes vientos en la parte superior de las nubes causan un fenómeno conocido como la súper rotación de la atmósfera. En otras palabras, estos vientos de alta velocidad rodean todo el planeta más rápido de lo que gira el planeta mismo. La super rotación en Venus es diferencial, lo que significa que la troposfera ecuatorial gira más lentamente que la troposfera en las latitudes medias. Los vientos también tienen un fuerte gradiente vertical. Disminuyen profundamente en la troposfera con una velocidad de 3 m/s por km. Los vientos cerca de la superficie de Venus son mucho más lentos que los de la Tierra. En realidad, se mueven a solo unos pocos kilómetros por hora (generalmente menos de 2 m/s y con un promedio de 0,3 a 1 m/s), pero debido a la alta densidad de la atmósfera en la superficie, esto todavía es suficiente para transportar polvo y piedras pequeñas a través de la superficie, al igual que una corriente de agua de movimiento lento.
Todos los vientos en Venus son impulsados en última instancia por convección. El aire caliente se eleva en la zona ecuatorial, donde se concentra el calentamiento solar y fluye hacia los polos. Tal vuelco casi planetario de la troposfera se llama circulación de Hadley. Sin embargo, los movimientos del aire meridional son mucho más lentos que los vientos zonales. El límite hacia los polos de la célula planetaria de Hadley en Venus está cerca de ± 60° de latitud. Aquí el aire comienza a descender y regresa al ecuador debajo de las nubes. Esta interpretación está respaldada por la distribución del monóxido de carbono, que también se concentra en las proximidades de latitudes de ± 60°. Hacia el polo de la célula de Hadley se observa un patrón diferente de circulación. En el rango de latitud existen 60°-70° collares polares fríos. Se caracterizan por temperaturas alrededor de 30-40 K más bajas que en la troposfera superior en latitudes cercanas. La temperatura más baja es probablemente causada por el afloramiento del aire en ellos y por el enfriamiento adiabático resultante. Tal interpretación es apoyada por las nubes más densas y más altas en los collares. Las nubes se encuentran a 70-72 km de altitud en los collares, unos 5 km más altas que en los polos y latitudes bajas. Puede existir una conexión entre los collares fríos y los chorros de latitudes medias de alta velocidad en los que los vientos soplan tan rápido como 140 m/s. Tales chorros son una consecuencia natural de la circulación de tipo Hadley y deberían existir en Venus entre 55° y 60° de latitud.
Estructuras extrañas conocidas como vórtices polares se encuentran dentro de los collares polares fríos. Son tormentas gigantes similares a huracanes cuatro veces más grandes que sus análogos terrestres. Cada vórtice tiene dos «ojos»: los centros de rotación, que están conectados por distintas estructuras de nubes en forma de S. Tales estructuras de doble ojo también se llaman dipolos polares. Los vórtices giran con el período de aproximadamente 3 días en la dirección de la super rotación general de la atmósfera. Las velocidades lineales del viento son de 35-50 m/s cerca de sus bordes exteriores y cero en los polos. La temperatura en las cimas de las nubes en cada vórtice polar es mucho más alta que en los collares polares cercanos, alcanzando 250 K (-23 °C). La interpretación convencional de los vórtices polares es que son anticiclones con afloramiento descendente en el centro y afloramiento en los collares polares fríos. Este tipo de circulación se asemeja a un vórtice anticiclónico polar de invierno en la Tierra, especialmente el que se encuentra sobre la Antártida. Las observaciones en las diversas ventanas atmosféricas infrarrojas indican que la circulación anticiclónica observada cerca de los polos penetra tan profundamente como a 50 km de altitud, es decir, a la base de las nubes. La troposfera superior polar y la mesosfera son extremadamente dinámicas; grandes nubes brillantes pueden aparecer y desaparecer en el espacio de unas pocas horas. Uno de estos eventos fue observado por Venus Express entre el 9 y el 13 de enero de 2007, cuando la región polar sur se volvió más brillante en un 30%. Este evento probablemente fue causado por una inyección de dióxido de azufre en la mesosfera, que luego se condensó, formando una neblina brillante. Los dos ojos en los vórtices aún no se han explicado.

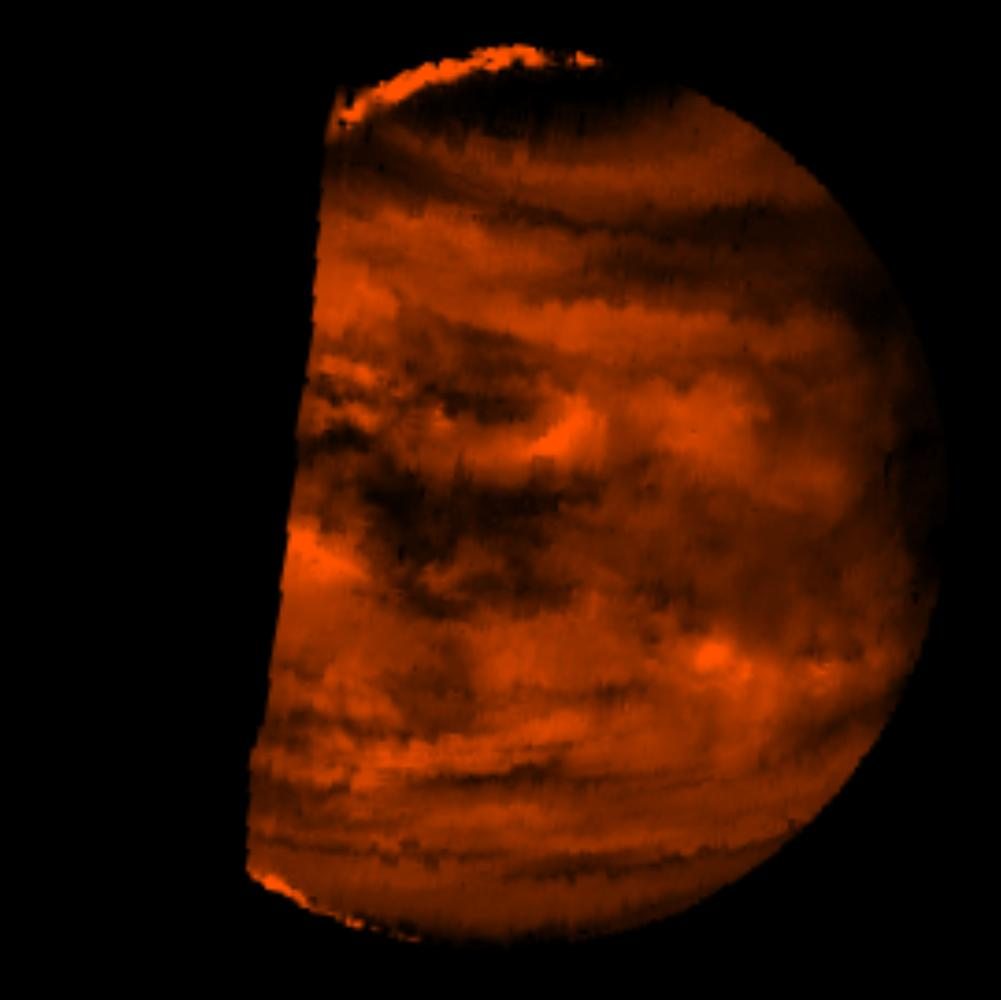
Imagen en falso color del infrarrojo cercano (2,3 μm) de la atmósfera profunda de Venus obtenida por Galileo. Las manchas oscuras son nubes recortadas contra la atmósfera inferior muy caliente que emite radiación infrarroja térmica.

El primer vórtice en Venus fue descubierto en el polo norte por la misión Pioneer Venus en 1978. Un descubrimiento del segundo gran vórtice de «doble ojo» en el polo sur de Venus fue realizado en el verano de 2006 por Venus Express, que no fue una sorpresa.
Las imágenes del orbitador Akatsuki revelaron algo similar a los vientos de la corriente en chorro en la región de nubes bajas y medias, que se extiende de 45 a 60 km de altitud. La velocidad del viento se maximizó cerca del ecuador. En septiembre de 2017, los científicos de JAXA llamaron a este fenómeno «chorro ecuatorial venusiano».

### Atmósfera superior e ionosfera
La mesosfera de Venus se extiende de 65 km a 120 km de altura, y la termosfera comienza a aproximadamente 120 km, alcanzando finalmente el límite superior de la atmósfera (exosfera) a unos 220 a 350 km. La exosfera comienza cuando la atmósfera se vuelve tan delgada que el número promedio de colisiones por molécula de aire es inferior a uno.
La mesosfera de Venus se puede dividir en dos capas: la inferior entre 62 y 73 km y la superior entre 73 y 95 km. En la primera capa la temperatura es casi constante a 230 K (−43 °C). Esta capa coincide con la cubierta de nubes superior. En la segunda capa, la temperatura comienza a disminuir nuevamente, alcanzando aproximadamente 165 K (-108 °C) a la altitud de 95 km, donde comienza la mesopausa. Es la parte más fría de la atmósfera diurna venusiana. En la mesopausa diurna, que sirve como límite entre la mesosfera y la termosfera y se encuentra entre 95 y 120 km, la temperatura aumenta a un valor constante, alrededor de 300-400 K (27-127 °C), prevalente en la termosfera. En contraste, la termosfera venusiana nocturna es el lugar más frío de Venus con una temperatura tan baja como 100 K (-173 °C). Incluso se llama criosfera.
Los patrones de circulación en la mesosfera superior y la termosfera de Venus son completamente diferentes de los de la atmósfera inferior. A altitudes de 90-150 km, el aire venusiano se mueve del lado diurno al lado nocturno del planeta, con afloramiento sobre el hemisferio iluminado por el sol y surgencia sobre el hemisferio oscuro. El afloramiento descendente sobre el lado nocturno causa calentamiento adiabático del aire, que forma una capa cálida en la mesosfera nocturna a altitudes 90-120 km. La temperatura de esta capa, 230 K (-43 °C), es mucho más alta que la temperatura típica que se encuentra en la termosfera nocturna: 100 K (-173 °C). El aire que circula desde el lado diurno también transporta átomos de oxígeno, que después de la recombinación forman moléculas excitadas de oxígeno en el estado singlete de larga duración (1Δg), que luego se relajan y emiten radiación infrarroja a la longitud de onda 1,27 μm. Esta radiación desde el rango de altitud 90-100 km se observa a menudo desde el suelo y la nave espacial. La mesosfera superior nocturna y la termosfera de Venus son también la fuente de emisiones de equilibrio termodinámico no local de moléculas de CO2 y óxido nítrico, que son responsables de la baja temperatura de la termosfera nocturna.
La sonda Venus Express ha demostrado a través de la ocultación estelar que la neblina atmosférica se extiende mucho más arriba en el lado nocturno que en el lado diurno. En el lado diurno, la cubierta de nubes tiene un espesor de 20 km y se extiende hasta unos 65 km, mientras que en el lado nocturno, la cubierta de nubes en forma de una neblina espesa alcanza hasta 90 km de altitud, hasta bien entrada la mesosfera, continuando aún más a 105 km como una neblina más transparente. En 2011, la nave espacial descubrió que Venus tiene una delgada capa de ozono a una altitud de 100 km.
Venus tiene una ionosfera extendida ubicada a altitudes de 120-300 km. La ionosfera casi coincide con la termosfera. Los altos niveles de ionización se mantienen sólo en el lado diurno del planeta. Durante el lado nocturno la concentración de los electrones es casi cero. La ionosfera de Venus consta de tres capas: v1 entre 120 y 130 km, v2 entre 140 y 160 km y v3 entre 200 y 250 km. Puede haber una capa adicional cerca de 180 km. La densidad máxima del volumen de electrones (número de electrones en una unidad de volumen) de 3×1011 m−3 se alcanza en la capa v2 cerca del punto subsolar. El límite superior de la ionosfera (la ionopausa) se encuentra a altitudes de 220-375 km y separa el plasma del origen planetario del de la magnetosfera inducida. La principal especie iónica en las capas v1 y v2 es O2+ ion, mientras que la capa v3 consiste en O+ iones. Se observa que el plasma ionosférico está en movimiento; la fotoionización solar en el lado diurno y la recombinación de iones en el lado nocturno son los principales procesos responsables de acelerar el plasma a las velocidades observadas. El flujo de plasma parece ser suficiente para mantener la ionosfera nocturna en o cerca del nivel medio observado de densidades de iones.

### Magnetosfera inducida

Venus interactúa con el viento solar. Se muestran los componentes de la magnetosfera inducida.

Se sabe que Venus no tiene un campo magnético. La razón de su ausencia no está del todo clara, pero puede estar relacionada con una intensidad reducida de convección en el manto venusiano. Venus sólo tiene una magnetosfera inducida formada por el campo magnético del Sol transportado por el viento solar. Este proceso puede entenderse como las líneas de campo que envuelven un obstáculo, Venus en este caso. La magnetosfera inducida de Venus tiene un arco de choque, cubierta magnética, magnetopausa y cola magnética con la hoja actual.
En el punto subsolar, el arco de choque se encuentra a 1900 km (0.3 Rv, donde Rv es el radio de Venus) sobre la superficie de Venus. Esta distancia se midió en 2007 cerca del mínimo de actividad solar. Cerca del máximo de actividad solar puede estar varias veces más lejos del planeta. La magnetopausa se encuentra a una altitud de 300 km. El límite superior de la ionosfera (ionopausa) está cerca de 250 km. Entre la magnetopausa y la ionopausa existe una barrera magnética, una mejora local del campo magnético, que impide que el plasma solar penetre más profundamente en la atmósfera venusiana, al menos cerca de la actividad solar mínima. El campo magnético en la barrera alcanza hasta 40 nT. La cola magnética continúa hasta diez radios del planeta. Es la parte más activa de la magnetosfera venusiana. Hay eventos de reconexión y aceleración de partículas en la cola. Las energías de electrones e iones en la cola magnética son de alrededor de 100 eV y 1000 eV respectivamente.
Debido a la falta del campo magnético intrínseco en Venus, el viento solar penetra relativamente profundamente en la exosfera planetaria y causa una pérdida sustancial de la atmósfera. La pérdida ocurre principalmente a través de la cola magnética. Actualmente los principales tipos de iones que se pierden son O+, H+ y He+. La relación entre las pérdidas de hidrógeno y oxígeno es de alrededor de 2 (es decir, casi estequiométrica para el agua), lo que indica la pérdida continua de agua.

## Nubes
Las nubes venusianas son gruesas y están compuestas principalmente (75-96%) de gotitas de ácido sulfúrico. Estas nubes oscurecen la superficie de Venus a partir de imágenes ópticas, y reflejan alrededor del 75% de la luz solar que cae sobre ellas. El albedo geométrico, una medida común de reflectividad, es el más alto de cualquier planeta en el sistema solar. Esta alta reflectividad permite potencialmente que cualquier sonda que explore la nube supere suficiente energía solar para que las células solares puedan instalarse en cualquier lugar de la nave. La densidad de las nubes es muy variable, con la capa más densa a unos 48,5 km, alcanzando 0,1 g/m3 similar al rango inferior de nubes de tormenta cumulonimbus en la Tierra.
La cubierta de nubes es tal que los niveles típicos de luz superficial son similares a un día parcialmente nublado en la Tierra, alrededor de 5000-10 000 lux. La visibilidad equivalente es de unos tres kilómetros, pero esto probablemente variará con las condiciones del viento. Poca o ninguna energía solar podría ser recolectada por paneles solares en una sonda de superficie. De hecho, debido a la gruesa y altamente reflectante capa de nubes, la energía solar total recibida por la superficie del planeta es menor que la de la Tierra, a pesar de su proximidad al Sol.

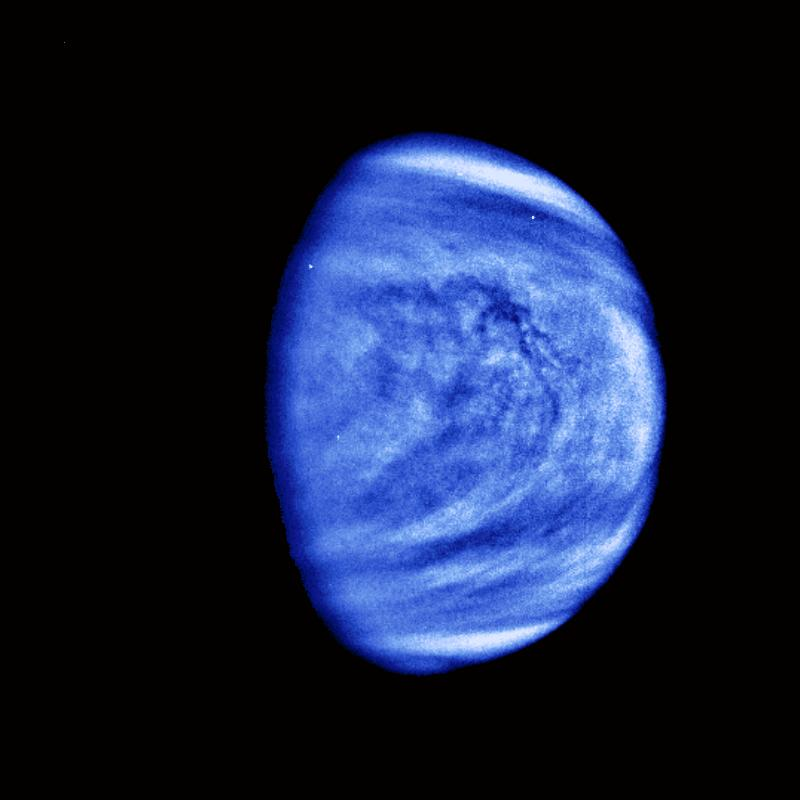
Fotografía tomada por la sonda espacial no tripulada Galileo en ruta a Júpiter en 1990 durante un sobrevuelo de Venus. Se han enfatizado las características de la nube a menor escala y se ha aplicado un tono azulado para mostrar que se tomó a través de un filtro violeta.

El ácido sulfúrico se produce en la atmósfera superior por la acción fotoquímica del Sol sobre el dióxido de carbono, el dióxido de azufre y el vapor de agua. Los fotones ultravioleta de longitudes de onda inferiores a 169 nm pueden fotodisociar el dióxido de carbono en monóxido de carbono y oxígeno monoatómico. El oxígeno monoatómico es altamente reactivo; cuando reacciona con el dióxido de azufre, un componente traza de la atmósfera venusiana, el resultado es el trióxido de azufre, que puede combinarse con vapor de agua, otro componente traza de la atmósfera de Venus, para producir ácido sulfúrico.
CO2 → CO + O
SO2 + O→ SO3
2 SO3 + 4 H2O → 2 H2SO4 · H2O
La humedad superficial es inferior al 0,1%. La lluvia de ácido sulfúrico de Venus nunca llega al suelo, sino que se evapora por el calor antes de llegar a la superficie en un fenómeno conocido como virga. Se teoriza que la actividad volcánica temprana liberó azufre a la atmósfera y las altas temperaturas impidieron que quedara atrapado en compuestos sólidos en la superficie como lo estaba en la Tierra. Además del ácido sulfúrico, las gotas de las nubes pueden contener una amplia gama de sales de sulfato, elevando el pH de las gotas a 1,0 en uno de los escenarios que explican las mediciones de dióxido de azufre.
En 2009, un punto brillante prominente en la atmósfera fue observado por un astrónomo aficionado y fotografiado por Venus Express. Su causa es actualmente desconocida, con vulcanismo superficial avanzado como una posible explicación.

### Relámpagos
Las nubes de Venus pueden ser capaces de producir relámpagos, pero el debate está en curso, con rayos volcánicos y duendes también en discusión. Los orbitadores soviéticos Venera 9 y 10 obtuvieron evidencia óptica y electromagnética ambigua de rayos. Ha habido intentos de observar rayos de los módulos de aterrizaje Venera 11, 12, 13 y 14, sin embargo, no se registró actividad de rayos, pero se detectaron ondas de muy baja frecuencia (VLF) durante el descenso. Venus Express de la Agencia Espacial Europea en 2007 detectó ondas silbantes que podrían atribuirse a los rayos. Su apariencia intermitente indica un patrón asociado con la actividad meteorológica. Según las observaciones de radio silbido, la tasa de rayos es al menos la mitad de la de la Tierra y posiblemente sea similar, pero esto es incompatible con los datos de la nave espacial JAXA Akatsuki que indican una tasa de destello muy baja.
El Pioneer Venus Orbiter (PVO) estaba equipado con un detector de campo eléctrico específicamente para detectar rayos. Hubo otras misiones que estaban equipadas con instrumentos para buscar rayos, incluido el Venera 9 que tenía el espectrómetro visible; Pioneer que tenía el sensor de estrella; y VEGA que tenía un fotómetro.
El mecanismo que genera los rayos en Venus, si está presente, sigue siendo desconocido. Mientras que las gotas de la nube de ácido sulfúrico pueden cargarse, la atmósfera puede ser demasiado conductora de electricidad para que la carga se sostenga, evitando los rayos.
Los rayos podrían contribuir potencialmente a la química atmosférica, a través del calentamiento que podría romper las moléculas que contienen moléculas de carbono, oxígeno, azufre, nitrógeno e hidrógeno (dióxido de carbono, gas nitrógeno, ácido sulfúrico y agua), que se recombinarán para formar nuevas moléculas («óxidos de carbono», «subóxidos», «óxidos de azufre», «oxígeno», «azufre elemental», «óxidos de nitrógeno», «grupos de ácido sulfúrico», «óxidos de poliazufre», «hollín de carbono», etc.). Los rayos podrían contribuir a la producción de monóxido de carbono y oxígeno gaseoso al convertir el azufre y el dióxido de azufre en ácido sulfúrico, y el agua y el dióxido sulfúrico en azufre para sostener las nubes. Independientemente de cuán frecuentes sean los rayos en Venus, es importante estudiarlos, ya que pueden ser un peligro potencial para las naves espaciales.
A lo largo de la década de 1980, se pensó que la causa del resplandor nocturno («luz cenicienta») en Venus era un rayo sin embargo, puede haber la posibilidad de que el rayo de Venus sea demasiado débil para causarlo.

## Posibilidad de vida
Debido a las duras condiciones en la superficie, poco del planeta ha sido explorado; Además del hecho de que la vida tal como se entiende actualmente puede no ser necesariamente la misma en otras partes del universo, el alcance de la tenacidad de la vida en la Tierra misma aún no se ha demostrado. Las criaturas conocidas como extremófilos existen en la Tierra, prefiriendo hábitats extremos. Los termófilos e hipertermófilos prosperan a temperaturas que alcanzan por encima del punto de ebullición del agua, los acidófilos prosperan a un nivel de pH de 3 o menos, los poliextremófilos pueden sobrevivir a un número variado de condiciones extremas, y muchos otros tipos de extremófilos existen en la Tierra.
La temperatura de la superficie de Venus (más de 450 °C) está mucho más allá del rango extremófilo, que se extiende solo decenas de grados más allá de 100 °C. Sin embargo, la temperatura más baja de las nubes significa que la vida podría existir plausiblemente allí, de la misma manera que se han encontrado bacterias viviendo y reproduciéndose en las nubes de la Tierra. Sin embargo, cualquier bacteria de este tipo que viva en las nubes tendría que ser hiperacidófila, debido al ambiente concentrado de ácido sulfúrico. Los microbios en la atmósfera espesa y nublada podrían protegerse de la radiación solar por los compuestos de azufre en el aire.
Se ha encontrado que la atmósfera venusiana está lo suficientemente fuera de equilibrio como para requerir más investigación. El análisis de los datos de las misiones Venera, Pioneer y Magellan ha encontrado sulfuro de hidrógeno (más tarde disputado) y dióxido de azufre (SO2) juntos en la atmósfera superior, así como sulfuro de carbonilo (OCS). Los dos primeros gases reaccionan entre sí, lo que implica que algo debe producirlos. El sulfuro de carbonilo es difícil de producir inorgánicamente, pero está presente en la atmósfera venusiana. Sin embargo, el vulcanismo del planeta podría explicar la presencia de sulfuro de carbonilo. Además, una de las primeras sondas Venera detectó grandes cantidades de cloro tóxico justo debajo de la cubierta de nubes venusianas.
Se ha propuesto que los microbios a este nivel podrían estar absorbiendo la luz ultravioleta del Sol como fuente de energía, lo que podría ser una posible explicación para el «absorbente UV desconocido» visto como manchas oscuras en las imágenes UV del planeta. La existencia de este «absorbente UV desconocido» llevó a Carl Sagan a publicar un artículo en 1963 proponiendo la hipótesis de los microorganismos en la atmósfera superior como el agente que absorbe la luz UV. En 2012, la abundancia y distribución vertical de estos absorbentes ultravioleta desconocidos en la atmósfera venusiana se han investigado a partir del análisis de las imágenes de la Cámara de Monitoreo de Venus, pero su composición aún se desconoce. En 2016, el dióxido de diazufre fue identificado como un posible candidato para causar la hasta ahora desconocida absorción UV de la atmósfera venusiana. Las manchas oscuras de «absorbentes UV desconocidos» son lo suficientemente prominentes como para influir en el clima de Venus. En 2021, se sugirió que el color del «absorbente UV desconocido» coincidiera con el del «aceite rojo», una sustancia conocida que comprende compuestos de carbono orgánicos mixtos disueltos en ácido sulfúrico concentrado.
En septiembre de 2020, estudios de investigación dirigidos por la Universidad de Cardiff utilizando los radiotelescopios James Clerk Maxwell y ALMA observaron la detección de fosfina en la atmósfera de Venus que no estaba vinculada a ningún método abiótico conocido de producción presente, o posible en condiciones venusianas. Es extremadamente difícil de hacer, y la química en las nubes venusianas debería destruir las moléculas antes de que puedan acumularse en las cantidades observadas. La fosfina se detectó a altitudes de al menos 48 km sobre la superficie de Venus, y se detectó principalmente en latitudes medias sin ninguna detectada en los polos de Venus. Los científicos señalan que la detección en sí misma podría verificarse más allá del uso de múltiples telescopios que detectan la misma señal, ya que la huella digital de fosfina descrita en el estudio podría ser teóricamente una señal falsa introducida por los telescopios o por el procesamiento de datos. Más tarde se sugirió que la detección era un falso positivo o una señal verdadera con una amplitud muy sobreestimada, compatible con una concentración de 1 ppb de fosfina. El nuevo análisis del conjunto de datos de ALMA en abril de 2021 recuperó la señal de fosfina de 20 ppb, con una relación señal-ruido de 5,4, y para agosto de 2021 se confirmó que la presunta contaminación por dióxido de azufre estaba contribuyendo solo en un 10% a la señal tentativa en la banda de línea espectral de fosfina.

## Evolución
A través de estudios de la estructura actual de las nubes y la geología de la superficie, combinada con el hecho de que la luminosidad del Sol ha aumentado en un 25% desde hace unos 3800 millones de años, se cree que el entorno primitivo de Venus era más parecido al de la Tierra con agua líquida en la superficie. En algún momento de la evolución de Venus, se produjo un efecto invernadero desbocado, lo que llevó a la atmósfera actual dominada por el invernadero. El momento de esta transición lejos de la Tierra no se conoce, pero se estima que ocurrió hace unos 4 mil millones de años. El efecto invernadero desbocado puede haber sido causado por la evaporación del agua superficial y el aumento de los niveles de gases de efecto invernadero que siguieron. Por lo tanto, la atmósfera de Venus ha recibido una gran atención de aquellos que estudian el cambio climático en la Tierra.
No hay formas geológicas en el planeta que sugieran la presencia de agua en los últimos mil millones de años. Sin embargo, no hay razón para suponer que Venus fue una excepción a los procesos que formaron la Tierra y le dieron su agua durante su historia temprana, posiblemente de las rocas originales que formaron el planeta o más tarde de los cometas. La opinión común entre los científicos investigadores es que el agua habría existido durante unos 600 millones de años en la superficie antes de evaporarse, aunque algunos como David Grinspoon creen que hasta 2 mil millones de años también podrían ser plausibles. Esta escala de tiempo más larga para la persistencia de los océanos también está respaldada por simulaciones del Modelo de Circulación General que incorporan los efectos térmicos de las nubes en una hidrosfera venusiana en evolución.
La mayoría de los científicos creen que la Tierra primitiva durante el eón Hádico tenía una atmósfera similar a Venus, con aproximadamente 100 bar de CO2 y una temperatura superficial de 230 °C, y posiblemente incluso nubes de ácido sulfúrico, hasta hace unos 4000 millones de años, momento en el cual la tectónica de placas estaba en plena vigencia y junto con los océanos de agua primitivos eliminó el CO2 y el azufre de la atmósfera. Por lo tanto, lo más probable es que Venus primitivo hubiera tenido océanos de agua como la Tierra, pero cualquier tectónica de placas habría terminado cuando Venus perdió sus océanos.[cita requerida] Se estima que su superficie tiene unos 500 millones de años, por lo que no se esperaría que mostrara evidencia de tectónica de placas.

## Observaciones y mediciones desde la Tierra

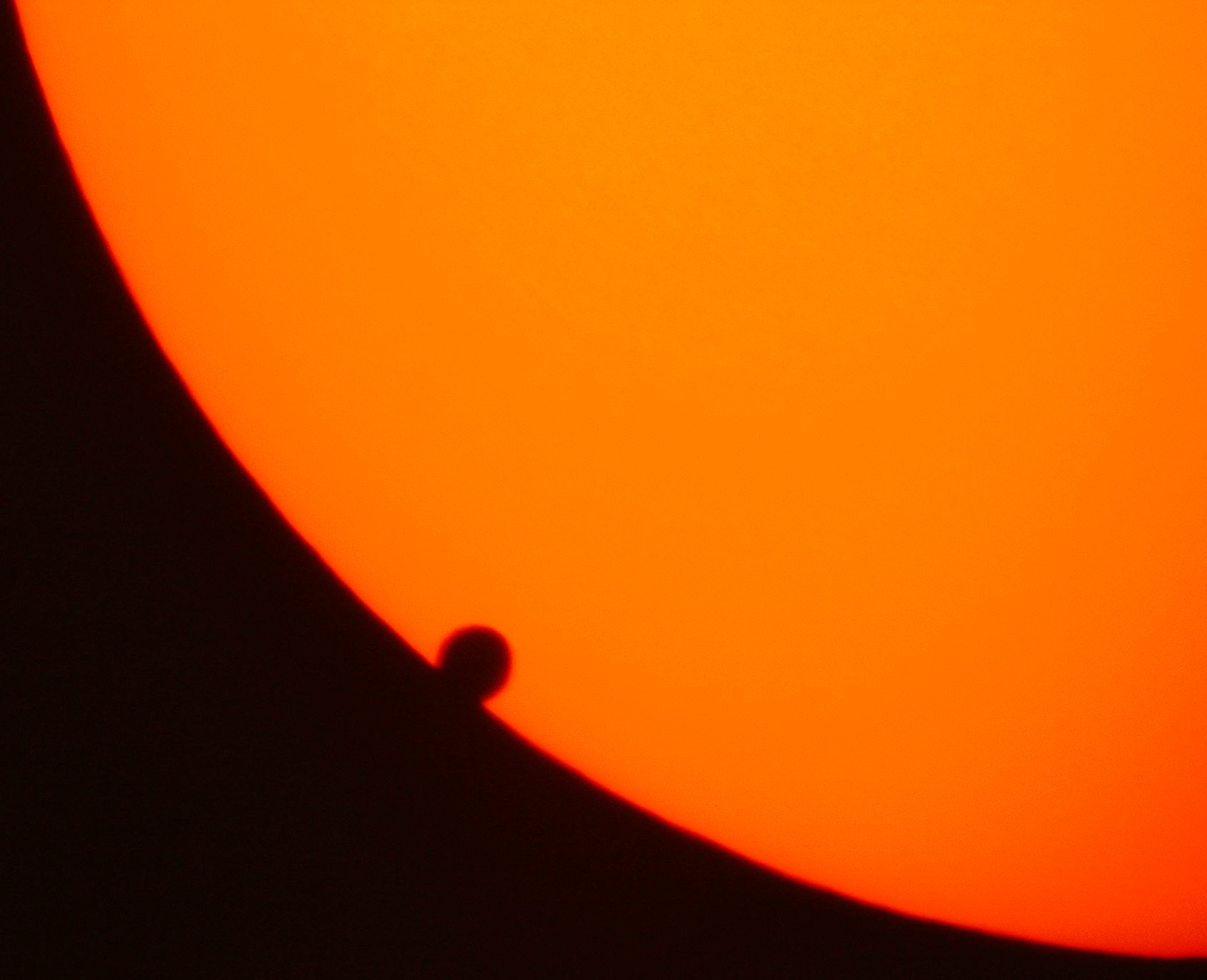
Venus transita por la cara del Sol el 8 de junio de 2004, proporcionando información valiosa sobre la atmósfera superior a través de mediciones espectroscópicas desde la Tierra.

En 1761, el erudito ruso Mijaíl Lomonósov observó un arco de luz que rodeaba la parte de Venus del disco del Sol al comienzo de la fase de salida del tránsito y concluyó que Venus tiene una atmósfera. En 1940, Rupert Wildt calculó que la cantidad de CO2 en la atmósfera venusiana elevaría la temperatura de la superficie por encima del punto de ebullición para el agua. Esto se confirmó cuando Mariner 2 hizo mediciones de radiómetro de la temperatura en 1962. En 1967, Venera 4 confirmó que la atmósfera consistía principalmente en dióxido de carbono.
La atmósfera superior de Venus se puede medir desde la Tierra cuando el planeta cruza el sol en un evento raro conocido como tránsito solar. El último tránsito solar de Venus ocurrió en 2012. Usando espectroscopia astronómica cuantitativa, los científicos pudieron analizar la luz solar que pasó a través de la atmósfera del planeta para revelar sustancias químicas dentro de ella. Como la técnica para analizar la luz para descubrir información sobre la atmósfera de un planeta solo mostró resultados por primera vez en 2001, esta fue la primera oportunidad de obtener resultados concluyentes de esta manera en la atmósfera de Venus desde que comenzó la observación de los tránsitos solares. Este tránsito solar fue una rara oportunidad considerando la falta de información sobre la atmósfera entre 65 y 85 km. El tránsito solar en 2004 permitió a los astrónomos reunir una gran cantidad de datos útiles no solo para determinar la composición de la atmósfera superior de Venus, sino también para refinar las técnicas utilizadas en la búsqueda de planetas extrasolares. La atmósfera, en su mayoría de CO2, absorbe la radiación infrarroja cercana, por lo que es fácil de observar. Durante el tránsito de 2004, la absorción en la atmósfera en función de la longitud de onda reveló las propiedades de los gases a esa altitud. El desplazamiento Doppler de los gases también permitió medir los patrones de viento.
Un tránsito solar de Venus es un evento extremadamente raro, y el último tránsito solar del planeta antes de 2004 fue en 1882. El tránsito solar más reciente fue en 2012; el próximo no ocurrirá hasta 2117.

## Misiones especiales

### Sondas espaciales recientes y actuales

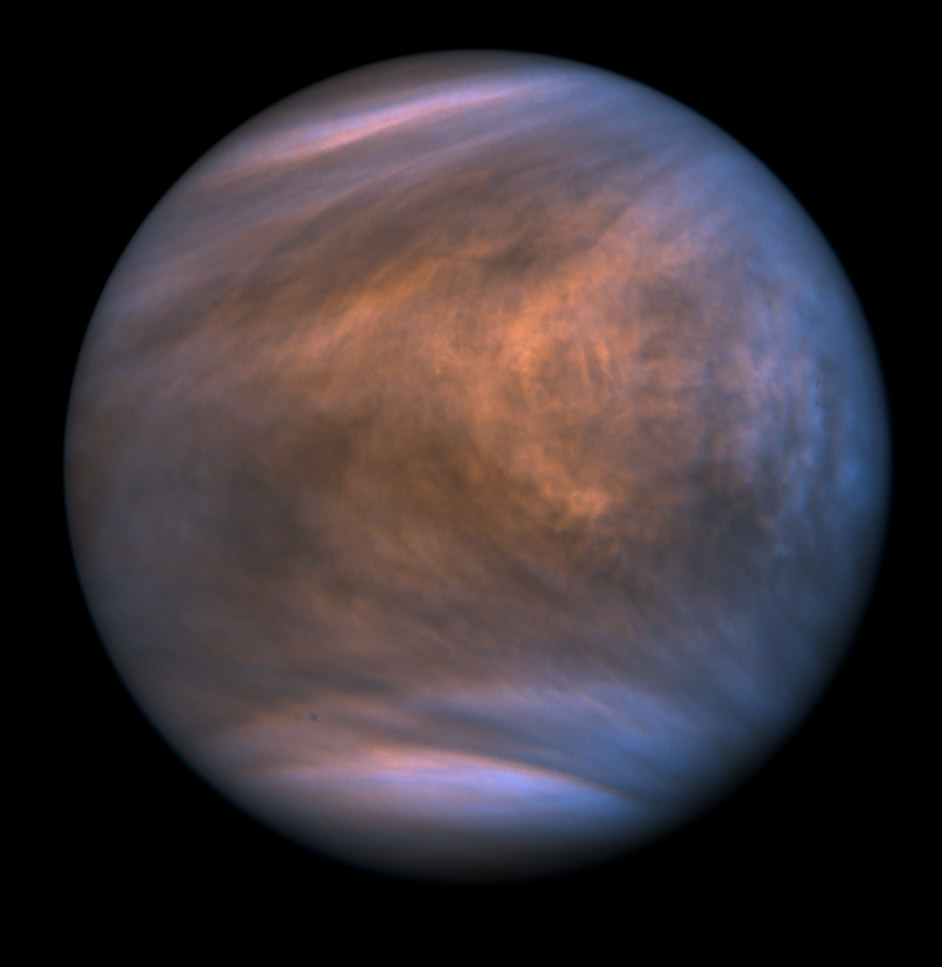
Esta imagen muestra a Venus en ultravioleta, visto por la misión Akatsuki.

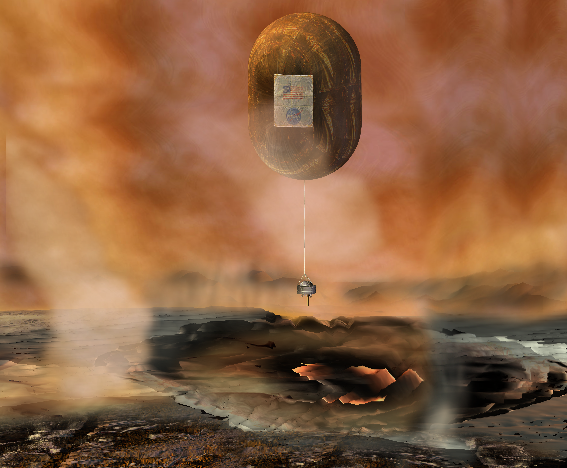
Venus In-Situ Explorer propuesto por el programa New Frontiers de la NASA

La nave espacial Venus Express anteriormente en órbita alrededor del planeta sondeó más profundamente en la atmósfera utilizando espectroscopia de imágenes infrarrojas en el rango espectral de 1-5 μm.
La sonda JAXA Akatsuki (Venus Climate Orbiter), lanzada en mayo de 2010, está estudiando el planeta durante un período de dos años, incluyendo la estructura y la actividad de la atmósfera, pero no pudo entrar en la órbita de Venus en diciembre de 2010. Un segundo intento de alcanzar la órbita tuvo éxito el 7 de diciembre de 2015. Diseñado específicamente para estudiar el clima del planeta, Akatsuki es el primer satélite meteorológico en orbitar Venus (el primero para un planeta que no sea la Tierra). Una de sus cinco cámaras conocida como «IR2» podrá sondear la atmósfera del planeta debajo de sus gruesas nubes, además de su movimiento y distribución de componentes traza. Con una órbita altamente excéntrica (altitud periastro de 400 km y apoastro de 310.000 km), podrá tomar fotografías en primer plano del planeta, y también debería confirmar la presencia tanto de volcanes activos como de rayos.

### Misiones propuestas
El Venus In-Situ Explorer, propuesto por el programa New Frontiers de la NASA, es una sonda propuesta que ayudaría a comprender los procesos en el planeta que condujeron al cambio climático, así como a allanar el camino hacia una misión posterior de retorno de muestras.
Una nave llamada Venus Mobile Explorer ha sido propuesta por el Grupo de Análisis de Exploración de Venus (VEXAG) para estudiar la composición y las mediciones isotópicas de la superficie y la atmósfera, durante unos 90 días. La misión no ha sido seleccionada para su lanzamiento.
Después de que las misiones descubrieron la realidad de la dura naturaleza de la superficie del planeta, la atención se desplazó hacia otros objetivos como Marte. Sin embargo, ha habido una serie de misiones propuestas después, y muchas de ellas involucran la atmósfera superior poco conocida. El programa soviético Vega en 1985 dejó caer dos globos a la atmósfera, pero estos fueron alimentados por baterías y duraron solo unos dos días terrestres cada uno antes de quedarse sin energía. Desde entonces, no ha habido exploración de la atmósfera superior. En 2002, el contratista de la NASA Global Aerospace propuso un globo que sería capaz de permanecer en la atmósfera superior durante cientos de días terrestres en lugar de dos.
Geoffrey A. Landis también ha propuesto un volante solar en lugar de un globo, y la idea ha sido presentada de vez en cuando desde principios de la década de 2000. Venus tiene un alto albedo, y refleja la mayor parte de la luz solar que brilla sobre él haciendo que la superficie sea bastante oscura, la atmósfera superior a 60 km tiene una intensidad solar ascendente del 90%, lo que significa que los paneles solares tanto en la parte superior como en la inferior de una nave podrían usarse con una eficiencia casi igual. Además de esto, la gravedad ligeramente más baja, la alta presión del aire y la rotación lenta que permite la energía solar perpetua hacen que esta parte del planeta sea ideal para la exploración. El volante propuesto funcionaría mejor a una altitud donde la luz solar, la presión del aire y la velocidad del viento le permitirían permanecer en el aire perpetuamente, con ligeras caídas a altitudes más bajas durante unas pocas horas a la vez antes de regresar a altitudes más altas. Como el ácido sulfúrico en las nubes a esta altura no es una amenaza para una nave debidamente protegida, este llamado «volante solar» podría medir el área entre 45 km y 60 km indefinidamente, durante el tiempo que tarde un error mecánico o problemas imprevistos en hacer que falle. Landis también propuso que los rovers similares a Spirit y Opportunity posiblemente podrían explorar la superficie, con la diferencia de que los rovers de la superficie de Venus serían rovers «tontos» controlados por señales de radio de computadoras ubicadas en el folleto anterior, solo requieren partes como motores y transistores para soportar las condiciones de la superficie, pero no partes más débiles involucradas en la microelectrónica que no se podía hacer resistente al calor, la presión y las condiciones ácidas.
Los planes científicos espaciales rusos incluyen el lanzamiento de la sonda Venera-D (Venus-D) en 2029. Los principales objetivos científicos de la misión Venera-D son la investigación de la estructura y composición química de la atmósfera y la investigación de la atmósfera superior, la ionosfera, la actividad eléctrica, la magnetosfera y la velocidad de escape. Se ha propuesto volar junto con Venera-D un avión inflable diseñado por Northrop Grumman, llamado Venus Atmospheric Maneuverable Platform (VAMP).
El Concepto Operacional de Venus a Gran Altitud (HAVOC) es un concepto de la NASA para una exploración tripulada de Venus. En lugar de aterrizajes tradicionales, enviaría tripulaciones a la atmósfera superior, utilizando dirigibles. Otras propuestas de finales de la década de 2010 incluyen VERITAS, Venus Origins Explorer, VISAGE y VICI. En junio de 2018, la NASA también otorgó un contrato a Black Swift Technologies para un estudio conceptual de un planeador Venus que explotaría la cizalladura del viento para la elevación y la velocidad.

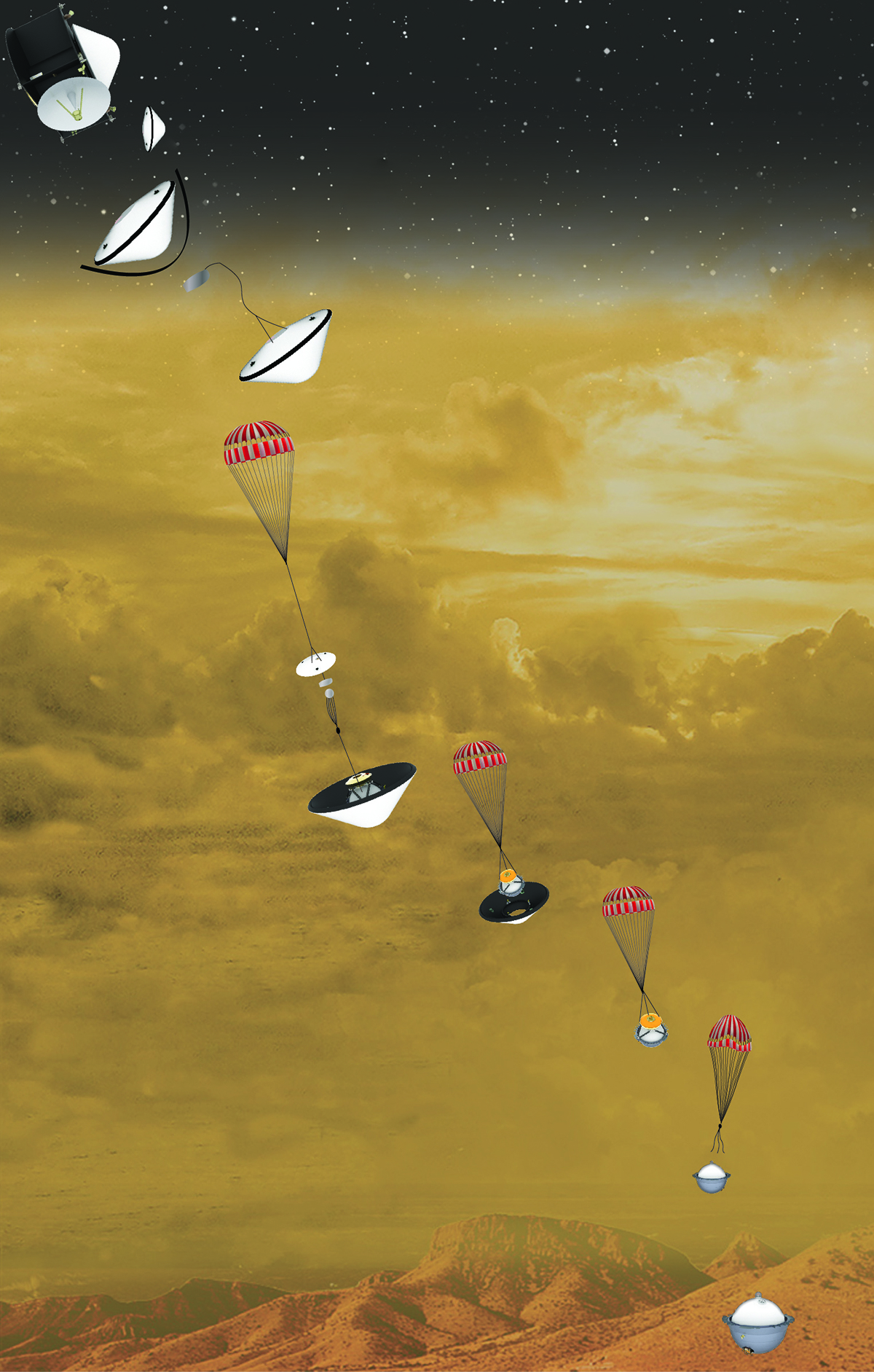
Concepto artístico de las etapas de descenso planificadas de DAVINCI + sonda a través de la atmósfera de Venus

En junio de 2021, la NASA seleccionó la misión DAVINCI + para enviar una sonda atmosférica a Venus a fines de la década de 2020.DAVINCI + medirá la composición de la atmósfera de Venus para comprender cómo se formó y evolucionó, así como para determinar si el planeta alguna vez tuvo un océano. La misión consiste en una esfera de descenso que se sumergirá a través de la gruesa atmósfera del planeta, haciendo mediciones de gases nobles y otros elementos para comprender el cambio climático de Venus. Esta será la primera misión liderada por Estados Unidos a la atmósfera de Venus desde 1978.